# Tange Å (Midtjylland)
 For alternative betydninger, se Tange Å. (Se også artikler, som begynder med Tange Å)
Tange Å er en å der har sit udspring ved Grathe Hede syd for Thorning i 	Silkeborg Kommune i Midtjylland. Den løber først mod nord, men lidt nord for Thorning drejer den mod øst, og passerer nordenden af Kjellerup. Den svinger efterhånden mod nord igen, og nord for Levring løber Levring Bæk ud fra vest ved Vodskov. Ved Rødkærsbro drejer den igen mod øst, og løber ud i Tange Sø, lige syd for byen Tange.
56°20′59.65″N 9°34′39.97″Ø / 56.3499028°N 9.5777694°Ø